# Cissus tiliacea
Cissus tiliacea är en vinväxtart som beskrevs av Carl Sigismund Kunth. Cissus tiliacea ingår i släktet Cissus och familjen vinväxter. Inga underarter finns listade i Catalogue of Life.